# Skuggbläcksvamp
Skuggbläcksvamp (Parasola leiocephala) är en svampart som först beskrevs av Peter D. Orton, och fick sitt nu gällande namn av Redhead, Vilgalys & Hopple 2001. Skuggbläcksvamp ingår i släktet Parasola och familjen Psathyrellaceae.  Arten är reproducerande i Sverige. Inga underarter finns listade i Catalogue of Life.

## Källor

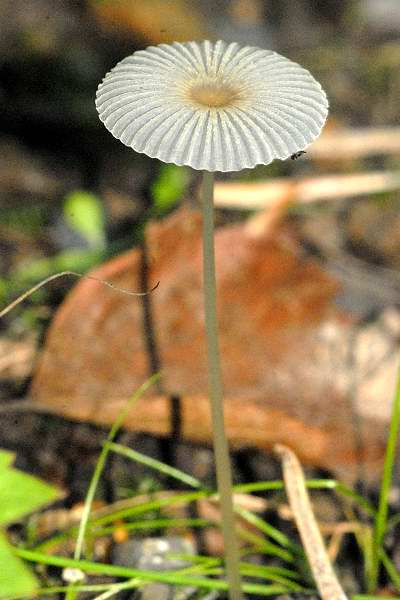
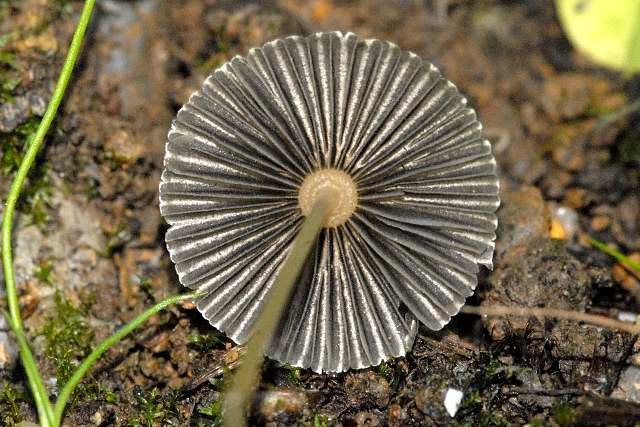
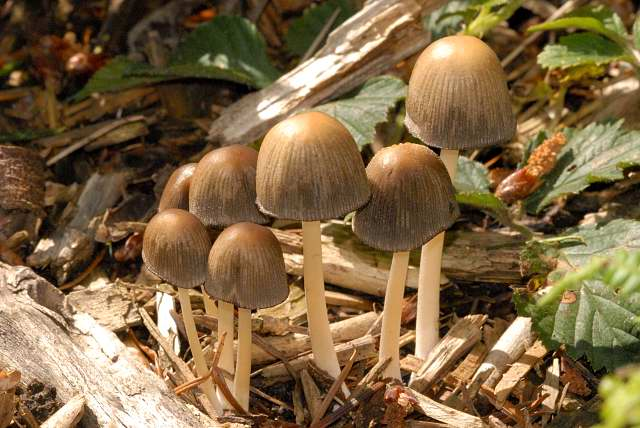
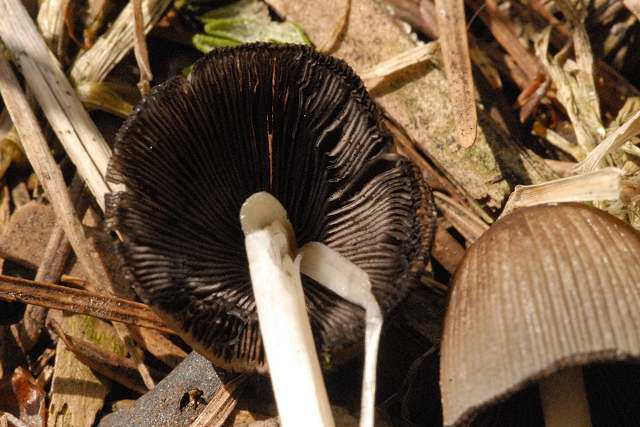